# Надречное (Крым)
Надре́чное (до 1948 года Борю́с; укр. Надрічне, крымскотат. Börüs, Борюс) — исчезнувшее село в Белогорском районе Республики Крым, включённое в состав Павловки. Сейчас северная окраина села на левом берегу Кучук-Карасу.

## История
Первое документальное упоминание села встречается в Камеральном Описании Крыма… 1784 года, судя по которому, в последний период Крымского ханства Бюрес входил в Кучук Карасовский кадылык Карасубазарского каймаканства. После присоединения Крыма к России (8) 19 апреля 1783 года, (8) 19 февраля 1784 года, именным указом Екатерины II сенату, на территории бывшего Крымского Ханства была образована Таврическая область и деревня была приписана к Левкопольскому, а после ликвидации в 1787 году Левкопольского — к Феодосийскому уезду Таврической области. После Павловских реформ, с 1796 по 1802 год, входила в Акмечетский уезд Новороссийской губернии. По новому административному делению, после создания 8 (20) октября 1802 года Таврической губернии, Борюс был включён в состав Уроскоджинской волости Феодосийского уезда.
По Ведомости о числе селений, названиях оных, в них дворов… состоящих в Феодосийском уезде от 14 октября 1805 года в деревне Борюч числилось 13 дворов и 94 жителя, исключительно крымских татар. На военно-топографической карте генерал-майора Мухина 1817 года обозначена деревня Бирюс с 20 двором. После реформы волостного деления 1829 года Борюс, согласно «Ведомости о казённых волостях Таврической губернии 1829 года», отнесли к Бурюкской волости (переименованной из Урускоджинской). На карте 1836 года в деревне 18 дворов. Затем, видимо, в результате эмиграции крымских татар, деревня заметно опустела и на карте 1842 года Борюс обозначен условным знаком «малая деревня», то есть, менее 5 дворов.
В 1860-х годах, после земской реформы Александра II, деревню приписали к Шейих-Монахской волости. В «Списке населённых мест Таврической губернии по сведениям 1864 года», составленном по результатам VIII ревизии 1864 года, Борюс — владельческая татарская деревня с 20 дворами, 116 жителями и мечетью при речке Малой Кара-Су (на трехверстовой карте Шуберта 1865—1876 года в деревне Борюс обозначено 19 дворов). В «Памятной книге Таврической губернии 1889 года» по результатам Х ревизии 1887 года записан Борюс с 40 дворами и 186 жителями. На подробной военно-топографической карте 1892 года в Борюсе обозначены 32 двора с татарским населением, а по «…Памятной книжке Таврической губернии на 1892 год» в безземельной деревне Борюс, не входившей ни в одно сельское общество, было 160 жителей, у которых домохозяйств не числилось.
После земской реформы 1890 года, Борюс отнесли к Андреевской волости. По «…Памятной книжке Таврической губернии на 1900 год» в деревне Боргос, входившей в Васильевское сельское общество, числилось 177 жителей в 37 дворах. По Статистическому справочнику Таврической губернии. Ч.II-я. Статистический очерк, выпуск пятый Феодосийский уезд, 1915 год, в селе Борюс Андреевской волости Феодосийского уезда числилось 14 дворов (все дворы безземельные) со смешанным населением в количестве 57 человек приписных жителей и 15 — «посторонних», из которых 39 мужчин и 33 женщины. Жители землёй не владели, в хозяйствах имелось 39 лошадей, 16 волов и 17 коров.
После установления в Крыму Советской власти, по постановлению Крымревкома от 8 января 1921 года была упразднена волостная система и село вошло в состав вновь созданного Карасубазарского района Симферопольского уезда, а в 1922 году уезды получили название округов. 11 октября 1923 года, согласно постановлению ВЦИК, в административное деление Крымской АССР были внесены изменения, в результате которых округа ликвидировались, Карасубазарский район стал самостоятельной административной единицей и село включили в его состав. Согласно Списку населённых пунктов Крымской АССР по Всесоюзной переписи 17 декабря 1926 года, в селе Борюс, в составе упразднённого к 1940 году Тогайского сельсовета Карасубазарского района, числилось 16 дворов, все крестьянские, население составляло 82 человека, из них 62 русских, 10 болгар, 7 греков, 3 немцев.
В 1944 году, после освобождения Крыма от фашистов, 12 августа 1944 года было принято постановление № ГОКО-6372с «О переселении колхозников в районы Крыма», в исполнение которого в район завезли переселенцев: 6000 человек из Тамбовской и 2100 — Курской областей, а в начале 1950-х годов последовала вторая волна переселенцев из различных областей Украины. С 25 июня 1946 года Борюс в составе Крымской области РСФСР. Указом Президиума Верховного Совета РСФСР от 18 мая 1948 года, Борюс переименовали в Надречное. 26 апреля 1954 года Крымская область была передана из состава РСФСР в состав УССР. К 1960 году, поскольку в «Справочнике административно-территориального деления Крымской области на 15 июня 1960 года» селение уже не значилось, Надречное присоединили к Павловке (согласно справочнику «Крымская область. Административно-территориальное деление на 1 января 1968 года» — в период с 1954 по 1968 год).

### Динамика численности населения
| - 1805 год — 94 чел. - 1864 год — 116 чел. - 1889 год — 186 чел. - 1892 год — 160 чел. | - 1900 год — 117 чел. - 1915 год — 57/15 чел. - 1926 год — 82 чел. |